# Anomala testaceipes
Anomala testaceipes är en skalbaggsart som beskrevs av Victor Ivanovitsch Motschulsky 1860. Anomala testaceipes ingår i släktet Anomala och familjen Rutelidae. Inga underarter finns listade i Catalogue of Life.